# Goffredo II di Cerdanya
Goffredo, Guifred in francese, Guifré in catalano, Wuifredo in spagnolo, in portoghese e in galiziano, Wuifredus in latino (970 circa – Casteil, 31 luglio 1050), fu conte della Cerdanya e di Berga e di Conflent, dal 988 al 1035.

## Origine
Goffredo, sia secondo il Gesta Comitum Barchinonensium, sia secondo lo storico catalano Pròsper de Bofarull i Mascaró, nel suo Los condes de Barcelona vindicados, Tome I, era il figlio maschio secondogenito del Conte di Cerdanya, di Conflent e di Besalú, Oliba Cabreta e di Ermengarda d'Empúries (?-dopo il gennaio 995, data in cui compare citata in un documento) di cui non si conoscono gli ascendenti, come conferma il Bofarull.

Oliba Cabreta, secondo il Gesta Comitum Barchinonensium, era il figlio maschio terzogenito del Conte di Cerdanya, di Conflent e di Besalú, Miró II e di Ava (?-prima del 26 febbraio 961, data in cui secondo Pròsper de Bofarull i Mascaró, Ava risultava defunta), che, secondo alcuni storici figlia del conte Fedele di Ribagorza.

La penisola iberica nella prima metà del X secolo. La marca di Spagna è vassallo del regno di Francia

## Biografia
Goffredo lo troviamo citato in documento, per la prima volta, assieme ai fratelli, Bernardo e Oliva (Bernardus prolis, Wifredus prolis, Oliba prolis) nel documento n° 5 del Diplomatari i escrits literaris de l'abat i bisbe Oliba, datato 981, inerente ad una donazione fatta dai genitori (Oliba comes et coniux mea Ermengards).
Secondo il Bofarull, suo padre, Oliba, nel 988, andò a Montecassino e indossò l'abito talare, dopo aver abdicato, lasciando la contea di Besalú a Bernardo, la Contea di Cerdanya a Goffredo e la contea di Berga a Oliva.

Prima di lasciare la Catalogna, Oliba fece un'offerta affinché i suoi figli fossero sotto la protezione di papa Giovanni XV.
Il Bofarull riporta che Oliba morì nel 990 e fu tumulato a Montecassino; la morte nel 990 viene confermata sia dal Chronicon alterum Rivipullense (990. Obiit Olibanus Capreta comes), sia dalle Gesta Comitum Barchinonensium.

Venuta a conoscenza della morte di suo padre, Oliba, sua madre, Ermengarda, assieme a suo fratello, Oliva fece una donazione in suffragio dell'anima del marito (Ermengardis, gratia Dei comitissa, cum suo prole Olibane).
Nel 1002, suo fratello, Oliva, secondo il Chronicon alterum Rivipullense, fu ordinato monaco (Oliba comes factus est monachus); il governo della contea di Berga, passò a Goffredo.
Nel 1006, Goffredo, assieme alla prima moglie, Guisla (Guifredus gratia Dei comes et uxor mea nomine Wisla comitissa), fece una donazione alla chiesa di Saint-Martin du Canigou, come riporta il documento n° CLIII della Marca Hispanica sive Limes Hispanicus.
Secondo il Chronicon breve monasterii Canigonensis, Goffredo nel 1009, fondò l'Abbazia di Saint-Martin du Canigou.
Nel 1011, Goffredo, assieme alla prima moglie, Guisla (Wifredus gratia Dei comes et uxori meæ Wisla comitissa), fece una donazione al Monastero di Ripoll, come riporta il documento n° 43 del Diplomatari i escrits literaris de l'abat i bisbe Oliba.
Nel 1019, Goffredo assieme al fratello Bernardo (dompno Bernardo comite et fratre suo dompno Gifredo), presenziò a un giudizio per l'assegnazione di una chiesa del Conflent, come riporta il documento n° MMCLXXIV della Colección diplomática del Condado de Besalú.
Nel 1035, Goffredo redasse un testamento, dividendo i suoi domini tra i figli di primo e di secondo letto, si ritirò nell'Abbazia di Saint-Martin du Canigou, e abdicò; nella Cerdanya e nel Conflent gli succedette il figlio primogenito, Raimondo, mentre nella contea di Berga, gli succedette Bernardo, figlio primogenito di secondo letto; il testamento di Goffredo è riprodotto nello Spicilegium sive collectio veterum aliquot scriptorum, Volume 3; anche il Gesta Comitum Barchinonensium conferma che nella Cerdanya e nel Conflent gli succedette il figlio Raimondo e a Berga, Bernardo.
Ancora secondo il Chronicon breve monasterii Canigonensis, Goffredo nel 1036, si fece monaco nell'Abbazia di Saint-Martin du Canigou, da lui fondata.
Sempre secondo il Chronicon breve monasterii Canigonensis, Goffredo morì il 31 luglio 1050, nell'Abbazia di Saint-Martin du Canigou, da lui fondata, dove fu tumulato. Goffredo prima di morire scrisse il suo epitaffio che fu scolpito sulla roccia vicino alla sua tomba; l'epitaffio si può leggere al documento n° 15 delle Histoire Générale de Languedoc, Preuves. Anche la Cronica universal del principado de Cataluña, Volumen 7, ricorda la morte di Goffredo al 31 luglio del 1049, e riporta che, nel 1332, le ossa del conte e della sua seconda moglie Isabella, furono traslate nella basilica superiore.

## Matrimoni e discendenza
Verso il 1006, Goffredo aveva sposato Guisla o Wisla, di cui non si conoscono gli ascendenti. Wisla compare citata come moglie di Goffredo in diversi documenti, tra cui il n° CLIII della Marca Hispanica sive Limes Hispanicus (Guifredus gratia Dei comes et uxor mea nomine Wisla comitissa) e il n° 43 del Diplomatari i escrits literaris de l'abat i bisbe Oliba (Wifredus gratia Dei comes et uxori meæ Wisla comitissa).

Guisla morì nel 1020, poiché in quella data fece testamento, con relativa approvazione e donazione all'Abbazia di Saint-Martin du Canigou, come viene riprodotto dai documenti CLXXXIII, CLXXXIV e CLXXXV della Marca Hispanica sive Limes Hispanicus.

Goffredo da Guisla ebbe sei figli:
- Raimondo († 1068), Conte di Cerdanya[19]
- Goffredo († 1079), Arcivescovo di Narbona[19]
- Berengario († 1053), vescovo di Elne[19]
- Arduino († 1050)[18]
- Guglielmo († 1075), vescovo di Urgel[19]
- Fede († dopo il 1036), sposata con Ugo I di Rouergue[18]

Dopo essere rimasto vedovo Goffredo, verso il 1025, aveva sposato Isabella, di cui non si conoscono gli ascendenti. Anche Isabella compare citata come moglie di Goffredo in diversi documenti, e soprattutto viene ricordata nel testamento, e ancora, come seconda moglie di Goffredo, dalla Cronica universal del principado de Cataluña, Volumen 7.

Goffredo da Isabella ebbe due figli:
- Bernardo († 1050), conte di Berga[19]
- Berengario († 1093), conte di Berga e Vescovo di Gerona[19]

### Fonti primarie
- (LA)  Rerum Gallicarum et Francicarum Scriptores, Tomus IX.
- (LA)  Viage literario a las iglesias de España. Tomo 5.
- (LA)  Rerum Gallicarum et Francicarum Scriptores, Tomus XI.
- (LA)  Colección diplomática del Condado de Besalú, tomus XV.
- (LA)  España Sagrada Tomo XLIII.
- (LA)  Marca Hispanica sive Limes Hispanicus.
- (LA)  Histoire Générale de Languedoc, Tome V, Preuves.
- (LA)  Spicilegium sive collectio veterum aliquot scriptorum, Volume 3.
- (LA)  Diplomatari i escrits literaris de l'abat i bisbe Oliba.

### Letteratura storiografica
- Rafael Altamira, Il califfato occidentale, in «Storia del mondo medievale», vol. II, 1999, pp. 477–515.
- René Poupardin, I regni carolingi (840-918), in «Storia del mondo medievale», vol. II, 1999, pp. 583–635.
- Louis Alphen, Francia: gli ultimi Carolingi e l'ascesa di Ugo Capeto (888-987), in <<Storia del mondo medievale>>, vol. II, 1999, pp. 636–661
- (EN) The Development of Southern French and Catalan Society, 718-1050, su libro.uca.edu.
- (ES)  Bofarull i Mascaró, Los condes de Barcelona vindicados, Tome I,.
- (ES)  Cronica universal del principado de Cataluña, Volumen 7.